# 시촙카

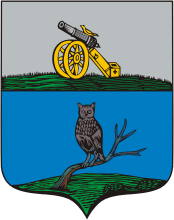
시 문장

시춉카(러시아어: Сычёвка)는 러시아 스몰렌스크주 북동부에 위치한 도시로, 인구는 8,683명(2002년 기준)이다. 바주자 강, 로스미나 강과 접하며 스몰렌스크(스몰렌스크 주의 주도)에서 북동쪽으로 234km 정도 떨어진 곳에 위치한다.
1488년 모스크바 대공국의 대공 이반 3세의 아들인 이반 몰로도이가 건설했다. 1493년 황제 직할령이 되었고 1776년 시로 승격되었다. 도시 이름은 "올빼미"를 뜻하는 러시아어 단어인 "시치"(сыч)에서 유래된 이름이다.